# Arcidiocesi di Riga

Mappa del principato ecclesiastico di Riga nel 1260 (in giallo)

L'arcidiocesi di Riga (in latino Archidioecesis Rigensis) è una sede metropolitana della Chiesa cattolica in Lettonia. Nel 2022 contava 202.080 battezzati su 1.154.000 abitanti. È retta dall'arcivescovo Zbigņevs Stankevičs.

## Territorio
L'arcidiocesi comprende la parte nord-orientale della Lettonia, corrispondente alla regione storica della Livonia.
Sede arcivescovile è la città di Riga, dove si trova la cattedrale di San Giacomo.
Il territorio si estende su 23.587 km² ed è suddiviso in 65 parrocchie.

### Provincia ecclesiastica
La provincia ecclesiastica di Riga comprende tutte le diocesi della Lettonia:
- diocesi di Liepāja
- diocesi di Jelgava
- diocesi di Rēzekne-Aglona

## Storia
La diocesi di Livonia fu eretta nel 1186; essa aveva sede nella città di Üxküll, luogo dove san Mainardo aveva costruito la prima chiesa della Livonia. Il secondo vescovo di Üxküll, il cistercense Berthold, traslò la sede vescovile a Riga e la diocesi, nel 1202, assunse il nome di diocesi di Riga. Originariamente era suffraganea dell'arcidiocesi di Brema. Lo stesso anno il vescovo Albrecht von Buxthoeven fondò l'ordine cavalleresco dei Cavalieri portaspada ai fini di cristianizzare la regione, che a quei tempi era ancora terra di frontiera del cristianesimo.
Nel 1251 incorporò i territori della soppressa diocesi di Semgallia.
Successivamente il vasto territorio della Livonia fu suddiviso in diverse diocesi (comprensive di Livonia, Estonia e Prussia), che divennero suffraganee di Riga quando questa fu elevata al rango di arcidiocesi nel 1253. Il 20 gennaio 1255 con la bolla Primatuum cathedras, papa Alessandro IV confermò l'erezione di Riga ad arcidiocesi. In una lettera di papa Clemente V del 19 giugno 1310 si menzionano 14 diocesi suffraganee, di cui 7 però soppresse. I vescovi di Riga detenevano tanto il potere religioso, quanto quello civile, in quanto Riga era un principato ecclesiastico indipendente.
A seguito della Riforma protestante la Lettonia si convertì dal Cattolicesimo al Luteranesimo nel 1561, il principato ecclesiastico venne secolarizzato e l'arcidiocesi fu soppressa. Al momento della soppressione, la provincia ecclesiastica dell'arcidiocesi di Riga comprendeva le seguenti diocesi suffraganee: Chełmno, Curlandia, Ösel-Wiek, Pomesania, Sambia, Dorpat, Reval e Varmia.
Nel 1585 per i cattolici della Livonia fu eretta la diocesi di Wenden unita un secolo dopo a quella di Curlandia, poi a fine Settecento soppressa e il territorio affidato ai vescovi di Vilnius.
La diocesi di Riga fu rifondata il 29 settembre 1918 con la bolla Hodie nos di papa Benedetto XV con territori già parte dell'arcidiocesi di Mogilёv (oggi arcidiocesi di Minsk-Mahilëŭ) e della diocesi di Vilnius. Inizialmente comprendeva quasi per intero il territorio della neonata repubblica di Lettonia e quello dell'Estonia.
Il 9 giugno 1920 si ampliò includendo la porzione di territorio della diocesi di Samogizia che si era venuta a trovare in territorio lettone.
Il 25 ottobre 1923 fu elevata al rango di arcidiocesi immediatamente soggetta alla Santa Sede, in forza del decreto Quum dioecesis Rigensis della Congregazione Concistoriale. Questa decisione faceva seguito al concordato tra governo lettone e Santa Sede del 30 maggio 1922. Lo stesso accordo stabiliva che spettasse al governo lettone provvedere la chiesa di Riga di una cattedrale e di un immobile adatto a diventare sede dell'arcivescovo.
Dopo il referendum del 1º e 2 settembre 1923 (che non raggiunse peraltro il quorum richiesto) la chiesa luterana di San Giacomo fu trasferita alla Chiesa cattolica per diventare la nuova cattedrale dell'arcidiocesi.
Il 1º novembre 1924 cedette una porzione del suo territorio a vantaggio dell'erezione dell'amministrazione apostolica di Estonia.
L'8 maggio 1937 ha ceduto un'altra porzione di territorio a vantaggio dell'erezione della diocesi di Liepāja e per effetto della bolla Plurimum sane di papa Pio XI è divenuta arcidiocesi metropolitana.
Durante il periodo sovietico, l'arcidiocesi rimase vacante dal 1958 al 1991.
Il 2 dicembre 1995 ha ceduto un'ulteriore porzione di territorio a vantaggio dell'erezione della diocesi di Rēzekne-Aglona.
Il 10 dicembre 2015 la Congregazione per il culto divino e la disciplina dei sacramenti ha concesso ai sacerdoti che vivono nell'arcidiocesi di celebrare fino a tre messe nei giorni feriali.

## Cronotassi dei vescovi
Si omettono i periodi di sede vacante non superiori ai 2 anni o non storicamente accertati.
- San Meinardo † (1186 - 12 aprile 1196 deceduto)
- Berthold, O.Cist. † (1196 - 1198 deceduto)
- Albrecht von Buxthoeven † (1198 - 17 gennaio 1229 deceduto)
- Nikolaus von Nauen † (8 aprile 1231 - luglio/dicembre 1253 deceduto)
- Albert Suerbeer, O.P. † (1253 - 1273 deceduto)
- Johannes von Lune † (5 novembre 1274 - 1286 deceduto)
- Johannes von Vechten † (10 gennaio 1286 - 1294 deceduto)
- Johannes von Schwerin † (18 aprile 1295 - prima del 19 dicembre 1300 deceduto)
- Isarnus Takkon † (19 dicembre 1300 - 11 aprile 1302 nominato arcivescovo di Lund)
- Jens Grand † (30 marzo 1302 - 1310) (titolare)
- Friedrich von Pernstein, O.F.M. † (21 marzo 1304 - 1340 deceduto)
- Engelbert von Dolen † (18 ottobre 1341 - 9 settembre 1347 deceduto)
- Bromhold von Vyffhusen † (17 marzo 1348 - prima dell'11 febbraio 1370 deceduto)
- Siegfried Blomberg † (11 febbraio 1370 - 30 giugno 1374 deceduto)
- Johannes von Sinten † (23 ottobre 1374 - 24 settembre 1393 dimesso)
- Johannes von Wallenrodt † (27 settembre 1393 - 30 maggio 1418 nominato vescovo di Liegi)
- Johannes Ambundii † (11 luglio 1418 - 14 maggio 1424 deceduto)
- Henning Scharpenberg † (13 ottobre 1424 - 5 aprile 1448 deceduto)
- Silvester Stodewescher, O.T. † (9 ottobre 1448 - 12 luglio 1479 deceduto)
- Stephan Grube † (22 marzo 1480 - 26 dicembre 1483 deceduto)
- Michael Hildebrand † (4 giugno 1484 - 5 febbraio 1509 deceduto)
- Jasper Linde † (23 maggio 1509 - 29 giugno 1524 deceduto)
- Johannes Blankenfeld † (29 giugno 1524 succeduto - 9 settembre 1527 deceduto)
- Thomas Schoning † (18 gennaio 1531 - 10 agosto 1539 deceduto)
- Guglielmo di Brandeburgo-Ansbach-Kulmbach † (10 agosto 1539 succeduto - 4 febbraio 1563 deceduto)
  - Sede soppressa (1563-1918)
- Edward Aleksander Władysław O'Rourke † (29 settembre 1918 - 10 aprile 1920 dimesso[6])
- Antonijs Springovičs † (14 aprile 1920 - 1º ottobre 1958 deceduto)
  - Sede vacante (1958-1991)
  - Julijans Vaivods † (10 novembre 1964 - 23 maggio 1990 deceduto) (amministratore apostolico)
  - Jānis Cakuls † (23 maggio 1990 succeduto - 8 maggio 1991 nominato vescovo ausiliare di Riga) (amministratore apostolico)
- Jānis Pujats (8 maggio 1991 - 19 giugno 2010 ritirato)
- Zbigņevs Stankevičs, dal 19 giugno 2010

## Statistiche
L'arcidiocesi nel 2022 su una popolazione di 1.154.000 persone contava 202.080 battezzati, corrispondenti al 17,5% del totale.
| anno | popolazione | popolazione | popolazione | presbiteri | presbiteri | presbiteri | presbiteri                | diaconi | religiosi | religiosi | parrocchie |
| anno | battezzati  | totale      | %           | numero     | secolari   | regolari   | battezzati per presbitero | diaconi | uomini    | donne     | parrocchie |
| ---- | ----------- | ----------- | ----------- | ---------- | ---------- | ---------- | ------------------------- | ------- | --------- | --------- | ---------- |
| 1950 | 476.963     | 1.950.502   | 24,5        |            |            |            |                           |         |           |           | 126        |
| 1970 | 268.560     | 2.334.000   | 11,5        | 151        | 151        |            | 1.778                     |         |           |           | 178        |
| 1980 | 245.000     | 2.500.000   | 9,8         | 135        | 125        | 10         | 1.814                     |         | 10        |           | 178        |
| 1990 | 500.000     | 2.667.000   | 18,7        | 100        | 92         | 8          | 5.000                     |         | 8         |           | 180        |
| 1999 | 170.000     | 1.435.000   | 11,8        | 33         | 19         | 14         | 5.151                     | 1       | 14        | 37        | 57         |
| 2000 | 170.000     | 1.420.000   | 12,0        | 35         | 21         | 14         | 4.857                     | 1       | 14        | 43        | 59         |
| 2001 | 170.000     | 1.430.000   | 11,9        | 34         | 23         | 11         | 5.000                     | 1       | 11        | 42        | 62         |
| 2002 | 180.000     | 1.400.000   | 12,9        | 37         | 26         | 11         | 4.864                     | 1       | 11        | 46        | 66         |
| 2003 | 200.000     | 1.370.000   | 14,6        | 39         | 28         | 11         | 5.128                     | 1       | 11        | 74        | 66         |
| 2004 | 200.000     | 1.350.000   | 14,8        | 42         | 30         | 12         | 4.761                     | 1       | 12        | 68        | 70         |
| 2010 | 220.000     | 1.230.000   | 17,9        | 45         | 35         | 10         | 4.888                     | 1       | 10        | 53        | 73         |
| 2014 | 222.910     | 1.234.000   | 18,1        | 43         | 30         | 13         | 5.183                     | 1       | 14        | 65        | 69         |
| 2017 | 224.329     | 1.201.975   | 18,7        | 56         | 41         | 15         | 4.005                     | 1       | 15        | 59        | 64         |
| 2020 | 207.560     | 1.182.100   | 17,6        | 58         | 46         | 12         | 3.578                     | 3       | 14        | 60        | 65         |
| 2022 | 202.080     | 1.154.000   | 17,5        | 56         | 42         | 14         | 3.608                     | 3       | 15        | 59        | 65         |